# Andros Queen
Die Andros Queen ist ein 1998 als Silver Queen in Dienst gestelltes Fährschiff der griechischen Reederei Golden Star Ferries, das seit 2023 auf der Strecke von Rafina nach Andros, Tinos und Mykonos im Einsatz steht.

## Geschichte
Die Silver Queen wurde am 29. September 1997 unter der Baunummer 1041 in der Werft von Mitsubishi Heavy Industries in Shimonoseki auf Kiel gelegt und lief am 29. Januar 1998 vom Stapel. Nach ihrer Ablieferung an die in Hachinohe ansässige Reederei Kawasaki Kinkai Kisen nahm sie den Fährdienst zwischen Tomakomai und Hachinohe auf.
2018 wechselte die Silver Queen auf die Strecke von Muroran nach Hachinohe, dort blieb sie bis zu ihrer Außerdienststellung am 1. Februar 2022 im Einsatz.
Im März 2022 ging das Schiff in den Besitz von Twin Shipping & Trading in Piräus. Es erhielt den Namen Andros Queen und wurde von Busan aus nach Griechenland überführt. Hierzu stand es kurzzeitig unter der Flagge Togos. Nach seiner Ankunft in Perama am 12. April folgte ein großangelegte Umbau der Fähre für den zukünftigen Einsatz im Mittelmeer, der mehr als 20 Millionen Euro kostete.
Im Juni 2023 nahm die Andros Queen den Dienst für Golden Star Ferries auf der Strecke von Rafina nach Andros, Tinos und Mykonos auf. Zu ihrer Ausstattung zählen neben einem Coffee Shop und einem Bordshop auch barrierefreie Kabinen. Haustiere können ins eigens dafür vorgesehenen Kabinen mitgenommen werden.